# Alberto Saura Castejón
Alberto Saura Castejón, más conocido como Saura, (La Unión (Murcia), 22 de enero de 1995) es un jugador de fútbol sala español que juega como pívot en el Jimbee Cartagena de la LNFS, cedido por el Royal Sporting Club Anderlecht y en la Selección de fútbol sala de España.

## Carrera
Saura comenzó su carrera en las categorías inferiores de ElPozo Murcia y tras pasar por el Aljucer ElPozo, desde 2013 a 2016 formaría parte de ElPozo Ciudad de Murcia de la Segunda División de fútbol sala. En la temporada 2015-16, lograría el campeonato de la Segunda División de fútbol sala.
En la temporada 2016-17, firma por el Plásticos Romero Cartagena para debutar en la Liga Nacional de Fútbol Sala.
En la temporada 2017-18, se marcha a Italia para jugar en el Imola C5.
En la temporada siguiente, regresa a España y firma por el UMA Antequera de la Liga Nacional de Fútbol Sala, con el que no lograría evitar el descenso a la Segunda División de fútbol sala, disputando 17 partidos en los que anotaría 3 goles.
En la temporada 2019-20, firma por el O Parrulo Fútbol Sala de la LNFS.
El 12 de junio de 2020, firma por el Córdoba Patrimonio de la Humanidad de la LNFS.
El 5 de noviembre de 2020, hace su debut con la Selección de fútbol sala de España.
En la temporada 2023-24, firma por el Royal Sporting Club Anderlecht con el que disputa la Champions League.
El 15 de enero de 2024, firma por el Jimbee Cartagena de la LNFS hasta final de la temporada, cedido por el Royal Sporting Club Anderlecht.
El 23 de junio de 2024, logra el título de la Primera División de fútbol sala con el Jimbee Cartagena al vencer en la final a ElPozo Murcia por tres victorias a uno en el cuarto partido de la final.

## Clubes
- ElPozo Ciudad de Murcia (2013-2016)
- Plásticos Romero Cartagena (2016-2017)
- Imola C5 (2017-2018)
- UMA Antequera (2018-2019)
- O Parrulo Fútbol Sala (2019-2020)
- Córdoba Patrimonio de la Humanidad (2020-)
- Royal Sporting Club Anderlecht (2023-actualidad)
- -> Jimbee Cartagena (2024-actualidad)

## Palmarés
- 1 x Primera División de fútbol sala (2024)